# Elaine de Jesus
Elaine de Jesus (ur. 13 stycznia 1977 w Ponta Gross) – brazylijska wokalistka wykonująca współczesną muzykę chrześcijańską. Jest córką pastora Ouriel de Jesus i związana z protestanckim ruchem zielonoświątkowym. 
Elaine de Jesus rozpoczęła swoją karierę w 1993 roku, kiedy wydała swoją pierwszą płytę Pentecoste Divino. W 2006 roku otrzymała nagrodę Troféu Talento, za utwór „Deus nos Escolheu”.

## Dyskografia
Albumy studyjne:
- 1993 – Pentecoste Divino
- 1996 – Poder e Autoridade
- 1999 – Muito Especial
- 2002 – Até o Fim
- 2004 – Pérola
- 2006 – Sala do Trono
- 2008 – Transparência
- 2010 – Celestial
- 2012 – Escolhidos

Inne:
- 2003 – Sem Comparação
- 2005 – Nani For Kids
- 2005 – Deus nos Escolheu
- 2009 – Muito Especial
- 2010 – É Demais
- 2010 – CD Elaine de Jesus – 15 anos Ao Vivo
- 2011 – 100 anos do Movimento Pentecostal